# Joan Sallarès i Castells
Joan Sallarès i Castells (Sabadell, 4 d'abril de 1893 - 8 d'agost de 1971) fou un llibreter, escriptor i editor català. Va ser un dels intel·lectuals més actius de la seva ciutat.

## Biografia
Joan Sallarès començà a treballar als nou anys amb el seu pare, el pintor decorador Miquel Sallarès i Mas, però la mort prematura del seu progenitor l'inclinà cap al món de la impremta. Així, als 12 anys entrà d'aprenent al taller de Magí Ribera i més endavant passà per la Tipografia Vives del carrer de Sant Joan, 24 i per la impremta de Joan Comas, la més important del Sabadell de l'època. I encara treballà en algunes impremtes més abans d'establir-se pel seu compte. En els anys de la primera postguerra europea, Sallarès va obrir una llibreria a la via de Massagué, davant l'església de la Puríssima, i el 1927 es va traslladar al carrer Alt del Pedregar, 23, prop de la cantonada amb el que avui és carrer del Pedregar. La llibreria va ser punt de trobada de tota la intel·lectualitat sabadellenca, centre de tertúlia i de debat cultural. Va estar oberta fins al 1957, quan la va traspassar al jove barceloní Miquel Fàbregues i Morlà. Els primers anys la llibreria es digué "Hogar del libro, sucesor de Sallarès" i més endavant quan els temps ho permeteren es convertí en "La Llar del Llibre", nom que es manté fins a dia d´avui.
Sallarès va ser un prolífic escriptor, que s'inicià el 1918 amb Flames d'amor i pietat. Va traduir dos llibres de Tolstoi: Abecedari de Tolstoi. Primer llibre de lectura per a ús de les famílies i de les escoles (1931) i el Segon llibre de lectura. Abecedari per a ús de les famílies i de les escoles (1938). Col·laborà amb Joan Costa i Deu en la Biblioteca Sabadellenca, va fer crítica d'art al Diari de Sabadell i publicà articles diversos a la Revista de Sabadell, Sabadell Federal, L'Avenir, Garba i el Butlletí del Centre Excursionista de Sabadell, en què firmava els editorials amb el pseudònim d'Oriflama. De 1934 a 1936 va ser delegat de la Comissaria de Cultura de la Generalitat i com a tal va protegir el Museu de la Ciutat dels embats de la guerra i la revolució. En acabar la Guerra Civil espanyola, en un judici sumaríssim, un tribunal militar el condemnà a 30 anys de presó, pena que li va ser condonada gràcies a la intervenció de l'arxiprest de la parròquia de Sant Fèlix a instàncies dels seus amics sabadellencs.
El 21 de desembre de 1984 Sabadell li dedicà un carrer, el que fins aleshores tenia el nom de Sant Ponç.

## Obra
- 1918 - Flames d'amor i pietat
- 1922 - El tribut
- 1922 - L'educació en la seva jovenesa
- 1926 - Biografia de Narcís Giralt
- 1928 - Ànimes i accions
- 1931 - Contra el teatre català d'avui
- 1933 - Llibre de la llei i de la ciutadania
- 1938 - Diplomàcia
- 1959 - El Joncar
- 1959 - Primer diccionari català d'excursionisme
- 1962 - Jardí de nois i noies
- 1963 - D'impremtes i d'impressors de Sabadell
- 1970 - A l'ombra del campanar